# Sensualismo
O sensualismo (também se diz por vezes sensismo) é, da perspectiva da filosofia acadêmica, especialmente na Inglaterra do século XVII, uma corrente intelectual muito influente do Iluminismo e é, também, uma direção filosófica nativa da França, que relaciona a experiência a impressões sensoriais individuais (ou seja, a partir de estímulos neurofisiológicos) ou percepções. O sensualismo é, portanto, uma profunda forma de reflexão do individuo humano sobre sua relação com seu ambiente físico.
Na epistemologia, o sensualismo é uma doutrina segundo a qual as sensações e a percepção são a forma básica e mais importante da verdadeira cognição.
O termo "sensualismo" foi usado pela primeira vez em 1804 pelo francês Joseph Marie Degérando em sua História da filosofia. Ele o usou para descrever teorias modernas que entendiam a sensação física como a origem de todo pensamento e ação. Como resultado, o termo “sensualismo” foi usado como uma categoria histórico-filosófica e também aplicado a pontos de vista comparáveis de antigos filósofos.

## Sensacionalismo antigo
Há representantes de Cirenaicos, Cínicos, Sofistas, Céticos e Estóicos considerados um dos sensualistas. Antístenes, Protágoras, Górgias, Epicuro, Zenão, Pirro, Sexto Empírico estavam entre os mais conhecidos. Suas visões sensualistas eram muito diferentes. Essencialmente, esses filósofos quiseram dizer que as pessoas só percebem sensações sensuais. Sensação foi, portanto, equiparada à percepção. O que foi mostrado ao perceber foi chamado de “fenômenos” (grego antigo: “phainomena”). Anteriormente, essa palavra era usada apenas para designar as estrelas nascentes e poentes, de acordo com cujas constelações os marinheiros gregos seguiam seu curso. Filosoficamente, isso agora significa: todos começam a partir do que lhes é mostrado e baseiam suas decisões nisso. “As coisas são para mim como aparecem para mim e para você como aparecem para você.” Disse Protágoras. Nesse sentido, todos se tornaram depois de Protágoras à “medida de todas as coisas”, as “coisas que me aparecem”. Isso também resultou no seguinte: Verdadeiro é o que todos pensam que é verdadeiro, ou tudo é falso, disse o sofista Górgias, com o qual descreveu a dicotomia "verdadeiro / falso" como absurda. Os mais coerentes entre eles decidiram a favor da contenção: as pessoas não têm medida ou critério para a verdade e por isso não se deve falar nem mesmo da verdade. O conhecimento era o resultado da experiência pessoal e, portanto, era visto como mutável e determinado individualmente. Duas outras características comuns de suas concepções eram a rejeição das concepções míticas e a aceitação dos limites da percepção humana. Os antigos sensualistas negavam a possibilidade de obter conhecimento sobre os deuses. Além disso, você pode acreditar no que quiser. No entanto, por medo da perseguição, eles raramente questionavam explicitamente a existência dos deuses. Reconhecer os limites do conhecimento humano e relutância em julgar, portanto, caracterizou os filósofos sensualistas. Isso lhes valeu o nome de "skeptikoi". Um “skeptikos” era considerado pelos gregos como alguém que pesquisava exaustivamente e com interesse. A percepção sensual não era apenas a base do conhecimento humano, mas também a base da ação e do comportamento. Eles acreditavam que a tarefa central dos filósofos era fornecer orientações para isso. Eles aconselharam que tudo o que seja humano seja baseado em processos e circunstâncias naturais, em vez de nas concepções míticas tradicionais. Todos devem se comportar de tal maneira que, após uma reflexão cuidadosa, isso sirva para sua alegria de vida. Essa abordagem pragmática foi chamada de hedonismo pelos filósofos modernos e foi rejeitada de uma perspectiva cristã. Em princípio, os sensualistas respeitavam a moralidade helênica e os costumes religiosos. No lugar de um bem absoluto eles colocaram o que todos têm em comum benefícios. Para o sucesso da organização conjunta da vida nas cidades-estados gregas, também era importante trocar conhecimentos entre si. Nas assembleias populares, os indivíduos promoviam seus pontos de vista para o bem da cidade. Portanto, era importante ser capaz de se expressar com clareza e emoção. Filósofos sensualistas lidaram com a pesquisa da linguagem. Eles colocaram seus conhecimentos à disposição de cidadãos jovens e adultos e os ensinaram a fazer discursos que pudessem convencer os outros. Atenienses politicamente ambiciosos gostavam de fazer uso desses serviços. Como os filósofos sensualistas ganhavam dinheiro com isso, eram criticados de forma moralizante pelos filósofos da Academia Platônica. Este último considerou tais serviços sociais um serviço obediente e gratuito.

## Sensacionalismo na Idade Média
A visão de que a percepção sensorial é a origem do conhecimento permaneceu na Idade Média. Na Idade Média, a regra da cosmovisão cristã significava que as visões sensualistas só eram aceitáveis se fossem compatíveis com a fé cristã e as declarações bíblicas. Na visão de mundo antiga, os deuses determinavam a vida das pessoas de maneira arbitrária ou fatídica. Concepções filosóficas como a sensualista davam orientação para a ação, na qual a própria vida provavelmente teria sucesso. No centro da cosmovisão cristã da Idade Média, por outro lado, estava uma imagem de Deus e uma teologia que poderia dar a um cristão ortodoxo uma estrutura na qual sua própria vida e o mundo corressem por caminhos seguros. Desenvolveu- se um conhecimento da ação e do mundo de base religiosa, válido e confiável para todos. Visões sensualistas que se desviam disso foram consideradas heréticas e de agora em diante os céticos tornaram-se duvidosos que recusaram a salvação da verdade e perturbaram a comunidade dos crentes. A epistemologia agostiniana foi predominante até a Alta Idade Média. Ela garantiu a confiabilidade da experiência sensual por meio da crença de que a alma espiritual de cada pessoa está diretamente conectada a Deus. A única função da percepção é estimular a alma espiritual ao conhecimento interior. A atividade humana de conhecer é guiada pelo movimento divino que Agostinho chamou de razão. A crença de cada indivíduo na orientação de Deus que abrange a própria vida foi a garantia de que se poderia ver a verdadeira ordem e a verdadeira essência das coisas e eventos à “luz da verdade interior”, ou seja, poderia reconhecer com a ajuda da "razão de Deus". Essa epistemologia foi chamada de "Doutrina da Iluminação". Ainda hoje é usado por filósofos cristãos para resolver problemas epistemológicos. O conhecimento, conforme ensinado pelas autoridades da igreja, tornou-se, portanto, conhecimento objetivo também para os filósofos. Com a disseminação dos escritos aristotélicos de estudiosos árabes-muçulmanos, os aspectos sensualistas da percepção voltaram à atenção dos filósofos medievais. Tomás de Aquino presumiu que nada seria reconhecido pelos humanos, que eles não tivessem sentido: “Nada está no espírito que não estivesse nos sentidos antes!” Ele restringiu o ensino abrangente de Agostinho sobre a iluminação a declarações de fé. Para declarações sobre o mundo, sobre coisas e eventos que poderiam ser pesquisados cientificamente, ele negou a iluminação direta. Thomas garantiu a confiabilidade do conhecimento com sua variante da teoria aristotélica da abstração que ele conectou com a estrutura da ordem mundial divina-cristã. Ele assumiu que as leis naturais e o que realmente define cada coisa, ou seja, sua essência, só podem ser conhecidas pelos sentidos. A mente humana está em posição de filtrar (literalmente: “subtrair”) do indivíduo concreto as conexões reais geralmente válidas e as características essenciais para reconhecê-las. Nos séculos XI e XII, os filósofos clérigos franciscanos Roscelin de Compiègne e Pedro Abelardo questionaram essa possibilidade de certeza. Você não contestou a teoria da abstração. Mas eles não consideravam o abstrato mais real do que o indivíduo concreto que as pessoas percebem. Chegaram a afirmar que o indivíduo era a única realidade com a qual o conhecimento poderia se relacionar. Essa diferença sensualista marcou o problema das diferenças de opinião, que perpassou toda a Idade Média, na disputa universal, que já havia começado na Academia Platônica de maneira muito mais radical. Com Roscelin e Abelardo, teve início um desenvolvimento filosófico que deu início ao empirismo da era moderna e uma retomada das concepções sensualistas. Roger Bacon foi inspirado por este desenvolvimento para usar métodos empíricos nas ciências naturais no século XIII.

## Do sensacionalismo moderno
O sensacionalismo teórico foi - após o trabalho preparatório de Thomas Hobbes - fundado por John Locke, de sua abordagem com um conjunto de Tomás de Aquino justificado: "Nihil est in intellectu quod non fuerit in sensu" (Nada está no entendimento, o que não é [anteriormente] estava no sentido). Leibniz já contradisse isso com o acréscimo "nisi intellectus ipse" (com exceção da própria mente). Locke derivou todos os termos simples de impressões externas, enquanto o composto (substâncias, estados, relacionamentos) de “experiência interna”, igual a reflexão. Esta teoria foi proposta apoiado por Pierre Gassendi, mas com a modificação de que o método dedutivo faz sentido em matemática. As reflexões de Locke foram continuadas por David Hume, que derivou todas as ideias de impressões sensoriais: para ele, a consciência nada mais era do que um feixe de percepções sensoriais. O supersensível não pode ser um objeto de conhecimento; A causalidade não é um princípio da natureza, mas apenas nossa impressão subjetiva da sequência de diferentes fenômenos. George Berkeley negou não apenas a base objetiva das ideias, mas o universo material como um todo e postulou que uma coisa só existe porque é percebida ("esse rei est percipi"). Esse empirismo estrito é a resposta ao racionalismo de Descartes, Leibniz e Spinoza, que consideravam todas as impressões sensoriais duvidosas e, portanto, não confiáveis; Por outro lado, o sensualismo estrito considera tudo o que vai além da percepção sensorial como um engano. Do ponto de vista ético, sensualismo é entendido como a visão sustentada na antiguidade pela escola epicurista (Aristipo de Cirene), em tempos mais recentes por Thomas Hobbes e os naturalistas franceses, segundo a qual não há outro padrão que o prazer sensual para os conceitos de bom e mau e deve causar desagrado. Essa variedade constrói uma ponte para o utilitarismo. Os filósofos escoceses Francis Hutcheson e Adam Smith, por outro lado, criaram o senso inato de moralidade (senso moral ou bom senso) como o padrão em questões morais. Esse sensualismo moral foi continuado na Alemanha por Friedrich Heinrich Jacobi. O sensualismo é acusado de ser hostil ao espírito e de abrir a porta ao materialismo. No Traité des sensations (1754), Étienne Bonnot de Condillac, por exemplo, atribuiu todas as funções da alma às sensações subjacentes de maneira puramente mecânica e, assim, negou a personalidade do ser humano. Por outro lado, o sensualista Berkeley deu grande ênfase ao significado do espírito (por meio do qual Deus transmite as sensações), e o cerne da filosofia moral de Jacobi é "a bela alma". O enciclopedista e iluminista francês Denis Diderot revela-se um sensualista no contexto de sua teoria da linguagem, no sentido de sucessor ou em conflito com de Condillac.